# Вулканичен остров
Вулканичният остров е геоложко образувание, възникнало в резултат от подводно изригване на вулкан. При последвалото загасване на вулкана и охлаждане на лавата се образува остров. Обикновено островите са много на брой, разположени както в близост, така и отдалечени един от друг, и образуващи островна верига. Представляват връх на подводен вулкан, образуван в резултат на няколко изригвания. В частност атолите представляват коралови образувания, възникнали в резултат на варовикови наслагвания от корали върху загаснали подводни вулкани.
Най-големият вулканичен остров е Исландия. Други по-известни са Хавайските острови, Канарски острови, Азорски острови, Курилски острови, Галапагоски острови.